# Friedrich Uhlhorn (Theologe)
Friedrich Uhlhorn (* 17. April 1860 in Hannover; † 10. Mai 1937 in Hann. Münden) war ein deutscher evangelisch-lutherischer Pastor, Theologe und Kirchenhistoriker.

## Leben
Der Sohn des Hofpredigers, Abtes von Loccum und Oberkonsistorialrats Gerhard Uhlhorn (1826–1901) verbrachte seine Schulzeit an den Gymnasien in Hannover und Celle. Dann studierte er Theologie und Volkswirtschaft in Gießen, Erlangen, Göttingen und Berlin. Im Jahr 1889 wurde Friedrich Uhlhorn Pfarrer in Lauenförde. Acht Jahre später übernahm er in Hameln die Tätigkeit als Pfarrer und führte sie bis 1921 aus. Darauf übernahm er eine Stelle in Meensen; 1931 trat Uhlhorn in den Ruhestand. In Hameln hat Uhlhorn unter anderem Pfarrbezirke eingeführt, die Armenpflege geregelt und mehrere kirchliche Vereine betreut.
Er war der Vater des Historikers Friedrich Uhlhorn.

## Werke (Auswahl)
- Das Wort allein! Oder Die Reformation der Stadt Hannover. Reformations-Festspiel in fünf Aufzügen (1889)
- Die Kasualrede. Ihr Wesen, ihre Geschichte und ihre Behandlung nach den Grundsätzen der lutherischen Kirche. Nebst einer Sammlung von Texten zu Kasualreden nach dem hannoverschen Lectionar (1896)
- Die Kirchenzucht nach den Grundsätzen der lutherischen Kirche (1901)
- Gerhard Uhlhorn, Abt zu Loccum. Ein Lebensbild (1903)
- Geschichte der deutsch-lutherischen Kirche (2 Bände, 1911)
- D. Petri, der Begründer des Luth. Gotteskastens (1926)
- Der Martin Luther-Verein in Hannover 1853–1933 und die Hannoversche Diaspora (1933)

### Als Herausgeber
- Gerhard Uhlhorn: Tägliche Andachten nach dem Hannoverschen Lektionar und dem kleinen Katechismus Luthers (1911)